# روی کورورس
روی کورورس (هلندی: Roy Curvers؛ زادهٔ ۲۷ دسامبر ۱۹۷۹) دوچرخه‌سوار اهل هلند است.
از باشگاه‌هایی که در آن رکاب زده‌است می‌توان به تیم سانوب اشاره کرد.